# Tzeli Hadjidimitriou
Tzeli Hadjidimitriou (griechisch Τζέλη Χατζηδημητρίου, geboren 1962 in Mytilini auf Lesbos) ist eine griechische Filmemacherin, Fotografin und Autorin.

## Leben
Hadjidimitriou wurde auf der griechischen Insel Lesbos geboren und wuchs dort auf. Sie studierte Kinematografie in Rom und nahm an Seminaren Michelangelo Antonionis über die Kunst des Films teil.

## Wirken
Seit 1990 dokumentiert Hadjidimitriou mittels Film und Fotografie das Leben der Bewohner von Lesbos. Ihre Fotografien, die atmosphärische Orte und Menschen einfangen, wurden international ausgestellt und in zehn Büchern veröffentlicht. In ihrem Kurzfilm Mr. Dimitris & Mrs. Dimitroula porträtiert sie Dimitris, eine geschlechtsnichtkonforme Person aus einem Fischerdorf auf Lesbos, und beleuchtet die Herausforderungen gesellschaftlicher Nichtakzeptanz.
Ihr Dokumentarfilm Lesvia dokumentiert über einen Zeitraum von mehr als 40 Jahren die Geschichte der lesbischen Gemeinschaft im Dorf Eresos und deren Beziehung zur lokalen Bevölkerung. Der Film thematisiert die Spannungen zwischen internationalen lesbischen Besucherinnen und den Einheimischen sowie Fragen von Zugehörigkeit und Akzeptanz.
Sie arbeitet auch als Beraterin für Fernsehsendungen über Sappho und Lesbos und veröffentlichte den Reiseführer A Girl’s Guide to Lesbos, welcher die Geschichte der lesbischen Gemeinschaft in Eressos und ihre Verbindung zur antiken Dichterin Sappho behandelt. Außerdem verfügt sie über eine Ausbildung als Italienisch-Dolmetscherin und als Video-Editorin.

## Filmografie
- 2018: Psomi ki alati (Kurzfilm)
- 2019: Sappho's Granddaughters
- 2019: Mr. Dimitris and Mrs. Dimitroula
- 2019: Anazitontas ton Orfea
- 2020: Sappho Singing (Kurzfilm)
- 2024: Lesvia

## Auszeichnungen
Für ihren Film Lesvia erhielt Hadjidimitriou den Queerscope-Debütfilmpreis. Der Film wurde auf verschiedenen internationalen Festivals gezeigt, darunter das Internationale Dokumentarfilmfestival in Thessaloniki.

## Veröffentlichungen (Auswahl)
- 1996 Το άγιο νερό: Ιαματικές πηγές της Λέσβου / THE SACRED WATER - THE MINERAL SPRINGS OF LESVOS (16 PHOTOGRAPHS) (Das heilige Wasser: Mineralquellen auf Lesbos). Athen, ISBN 960-90330-0-8.
- 1997 39 καφενεία και ένα κουρείο / 39 Coffee Houses and a Barber`s Shop (39 Kaffeehäuser und ein Barbiergeschäft) Fotos von Tzeli Hadjidimitriou, Texte von Alekos Fasianos, Giorgos Chronias, Giorgos Nikolakakis, Evthimios Papatxiarchis, Thanasis Parskevaidis, Fotini Fragouli. Panepistimiakes Ekdoseis Kritis, Irakleio, ISBN 960-524-044-0.
- 1998 Σπίτια του 30, μοντέρνα αρχιτεκτονική στη προπολεμική Αθήνα (Häuser der 30er Jahre, moderne Architektur im Vorkriegs Athen). Nireas, ISBN 960-7597-11-7.
- 2000 Κύθηρα (Kythira). Panepistimiakes Ekdoseis Kritis, Irakleio, ISBN 978-960-524-119-3.
- 2009 Συνομιλώντας με τα πνεύματα της πέτρας / In Communion With Stone, The Rural Architecture of Lesvos (Mit dem Geist eines Steins sprechend). Panepistimiakes Ekdoseis Kritis, Irakleio, ISBN 978-960-524-298-5.
- 2012 A Girl’s Guide to Lesbos. ISBN 978-960-903-303-9.